# Иксанова, Гульнар Мустахимовна
Гульнар Мустахимовна Иксанова (каз. Гүлнар Мұстақымқызы Ықсанова, род. 24 апреля 1958, Джетысай, Южно-Казахстанская область, Казахская ССР, СССР) — казахстанский политический и общественный деятель. Депутат Мажилиса Парламента Республики Казахстан (2012—2019).

## Биография
Родилась 24 апреля 1958 года в городе Джетысай Южно-Казахстанской области. Дочь Иксанова Мустахима Беляловича.
Отец — Ихсанов Мустахим Белялович (1926—1991), первый секретарь Кызылординского, Жамбылского, Уральского областных комитетов Компартии Казахстана, заместитель председателя Совета Министров КазССР, секретарь ЦК Компартии Казахстана. Награждён орденом Ленина, Трудового Красного Знамени и медалями.
В 1980 году окончила философско-экономический факультет Казахского государственного университета им. С. М. Кирова по специальности «экономист».
В 1986 году защитила учёное звание кандидата экономических наук, тема диссертации: «Проблемы формирования и развития республиканского агропромышленного комплекса (на материалах КазССР)».

## Трудовая деятельность
С 1980 по 1982 годы — Преподаватель Уральского пединститута.
С 1982 по 1989 годы — Аспирант, стажёр Казахского государственного университета.
С 1989 по 1994 годы — Старший преподаватель Казахского сельскохозяйственного института.
С 1994 по 1995 годы — Вице-президент ТРК «Тан», Советник президента, вице-президент республиканской корпорации «Телевидение и радио Казахстана».
С 1995 по 1996 годы — Директор ТВ, вице-президент ТРК «Тан».
С 1996 по 1999 годы — Референт региональной штаб-квартиры МТРК «Мир» в Казахстане и Центральной Азии, Референт АО "Агентство «Хабар».
С 1999 по 2001 годы — Вице-президент АО "Агентство «Хабар».
С 2001 по 2003 годы — Генеральный директор АО "Агентство «Хабар».
С 2003 по 2004 годы — Советник председателя АО "Агентство «Хабар».
С 2004 по 2006 годы — Председатель совета директоров АО "Агентство «Хабар».
С 2006 по 2011 годы — Председатель правления — генеральный директор АО "Агентство «Хабар».

## Прочие должности
- Генеральный директор Международного института современной политики (2004—2005)
- Член Республиканского общественного совета по борьбе с коррупцией при НДП «Hyp Отан»
- Член политсовета партии «Асар» (2003—2006)
- Член политсовета партии «Отан» (НДП «Hyp Отан») (с 2006 года)
- Член бюро политсовета партии «Отан» (НДП «Hyp Отан») (2006—2007)
- Член Национальной комиссии по делам женщин и семейно-демографической политике при Президенте РК

## Выборные должности, депутатство
В 2004 году был кандидатом в депутаты Мажилиса Парламента РК третьего созыва от партии «Асар».
С 18 января 2012 по 20 января 2016 годы — Депутат Мажилиса Парламента Республики Казахстан V созыва по партийному списку Народно-Демократической партии «Нур Отан», Председатель Комитета по социально-культурному развитию Мажилиса Парламента Республики Казахстан (с 2014 по 2016 годы).
С 24 марта 2016 по 29 августа 2019 годы Депутат Мажилиса Парламента Республики Казахстан VІ созыва от партии «Нур Отан», Председатель постоянного комитета социально-культурного развития РК.

## Награды
- Орден Курмет (2005)[4]
- Орден Парасат (2014)[5][6]
- Благодарственное письмо Первого Президента Республики Казахстан (2003)
- Премия Президента Республики Казахстан в области средств массовой информации (2012)[7]
- Лауреат премии Президента Республики Казахстан в области СМИ (2009)[8]
- Награждена правительственными и юбилейными государственными медалями Республики Казахстан
- Почётная грамота Совета МПА СНГ (28 ноября 2013 года, Межпарламентская ассамблея СНГ) — за активное участие в деятельности Межпарламентской Ассамблеи и её органов, вклад в укрепление дружбы между народами государств — участников Содружества Независимых Государств[9]